# Архангельское (Тюменская область)
Архангельское — село в Исетском районе Тюменской области России. Административный центр и единственный населённый пункт Архангельского сельского поселения.

## История
В 1667 г. возникла новая слобода Архангельская. В дозорной книге Тобольского Софийского дома есть описание Архангельской слободы: «Устюга Великого Архангельского монастыря по реке Исети построена слобода, в слободе ограда забрана в столбы две башни с проезжими вороты и с наугольными башнями..., а земля по эту слободу в Архангельском монастыри дана в прошлом во 1675 году...»
Известны и первые поселенцы (Архангельской Заимки), они названы в дозорной книге Тобольского Софийского дома за 1686 год: Хабаров, Токмаков, Вепрев, Кобелев, Кремлев, Пахомов и другие. Позднее к устюжанам подселились сольвычегодцы, важевцы, белозерцы – Вешкурцевы, Приваловы, Акинфиевы, Смольниковы.

## География
Село находится в юго-западной части Тюменской области, в пределах юго-западной части Западно-Сибирской низменности, в подзоне северной лесостепи, на левом берегу реки Бешкильки, вблизи места впадения её в реку Исеть, при автодороге 71А-911, на расстоянии примерно 20 километров (по прямой) к северо-востоку от села Исетского, административного центра района. Абсолютная высота — 61 метр над уровнем моря.

### Климат
Климат континентальный с холодной зимой и жарким непродолжительным летом. Продолжительность солнечного сияния — 2076 часов в год. Безморозный период длится в среднем 191 день. Среднегодовое количество осадков — 374 мм, из которых около 304 мм выпадает в период с апреля по октябрь. Продолжительность периода с устойчивым снежным покровом — 150 дней.

### Часовой пояс
Село Архангельское, как и вся Тюменская область, находится в часовой зоне МСК+2. Смещение применяемого времени относительно UTC составляет +5:00.

## Население
| 2010 | 2012 | 2013 | 2014 | 2015 | 2016 | 2017 |
| ---- | ---- | ---- | ---- | ---- | ---- | ---- |
| 838  | ↘825 | →825 | ↘790 | ↗808 | ↘807 | ↘801 |
| 2018 | 2019 | 2020 | 2021 |      |      |      |
| ↗804 | ↘793 | ↘767 | ↘716 |      |      |      |

### Половой состав
По данным Всероссийской переписи населения 2010 года в половой структуре населения мужчины составляли 46,4 %, женщины — соответственно 53,6 %.

### Национальный состав
Согласно результатам переписи 2002 года, в национальной структуре населения русские составляли 89 % из 912 чел.